# Vuelta a Colombia 1980
La 30.ª edición de la Vuelta a Colombia (oficialmente: Vuelta Nacional) tuvo lugar entre el 14 y el 27 de abril de 1980. El boyacense Rafael Antonio Niño del equipo Droguería Yaneth A se coronó por sexta vez como campeón de la Vuelta con un tiempo de 35 h, 17 min y 39 s. 

## Equipos participantes[1]
| Equipo                               | Categoría  |
| ------------------------------------ | ---------- |
| Almacenes Felipe A                   | Aficionado |
| Almacenes Felipe B                   | Aficionado |
| Bogotá                               | Aficionado |
| Calzado Jovical Spring Step          | Aficionado |
| Cundinamarca A                       | Aficionado |
| Cundinamarca B                       | Aficionado |
| Cundinamarca C                       | Aficionado |
| Cundinamarca D                       | Aficionado |
| Droguería Yaneth A                   | Aficionado |
| Droguería Yaneth B                   | Aficionado |
| Droguería Yaneth C                   | Aficionado |
| Frampinz A                           | Aficionado |
| Frampinz B                           | Aficionado |
| Freskola A                           | Aficionado |
| Freskola B                           | Aficionado |
| Freskola C                           | Aficionado |
| Industria Licorera de Santander      | Aficionado |
| Lotería de Boyacá A                  | Aficionado |
| Lotería de Boyacá B                  | Aficionado |
| Lotería de Cundinamarca              | Aficionado |
| Malta Cervunión                      | Aficionado |
| Mixto Antioquia-Bogotá               | Aficionado |
| Mixto Quesada Hermanos-Puerto Tejada | Aficionado |
| Onix Sello Negro A                   | Aficionado |
| Onix Sello Negro B                   | Aficionado |
| Pilsen Cervunión                     | Aficionado |
| Pony Malta                           | Aficionado |

## Etapas
| Etapa      | Fecha       | Recorrido                          | Distancia (km)   | Ganador                    | Líder                     |                  |
| ---------- | ----------- | ---------------------------------- | ---------------- | -------------------------- | ------------------------- | ---------------- |
| Prólogo    | 14 de abril | Duitama                            | 5,2 (CRI)        | Suspendido por mal tiempo  | Suspendido por mal tiempo |                  |
| 1.ª etapa  | 15 de abril | Paipa - Sogamoso - Duitama - Tunja | 137              | Gonzalo Marín              | Gonzalo Marín             |                  |
| 2.ª etapa  | 16 de abril | Tunja - Bogotá                     | 140              | Rafael Acevedo Porras      | Carlos Adolfo Mesa        |                  |
| 3.ª etapa  | 17 de abril | Bogotá - Girardot                  | 142              | Carlos Adolfo Mesa         | Carlos Adolfo Mesa        |                  |
| 4.ª etapa  | 18 de abril | Girardot - El Espinal              | 17 (CRI)         | Luis Enrique Murillo       | Luis Enrique Murillo      |                  |
| 5.ª etapa  | 18 de abril | El Espinal - Ibagué                | 46               | Heriberto Urán             | Luis Enrique Murillo      |                  |
| 6.ª etapa  | 19 de abril | Armenia - Buga                     | 137              | Rafael Antonio Niño        | José Patrocinio Jiménez   |                  |
| 7.ª etapa  | 20 de abril | Buga - Loboguerrero - Cali         | 117              | Antonio Londoño            | José Patrocinio Jiménez   |                  |
|            | 21 de abril | Descanso en Cali                   | Descanso en Cali | Descanso en Cali           | Descanso en Cali          | Descanso en Cali |
| 8.ª etapa  | 22 de abril | Cali-Kilómetro 18                  | 16,5 (CRI)       | Fabio Enrique Parra        | Rafael Antonio Niño       |                  |
| 9.ª etapa  | 22 de abril | Kilómetro 21-Buga                  | 98               | Alfonso Flórez Ortiz       | Rafael Antonio Niño       |                  |
| 10.ª etapa | 23 de abril | Buga - Pereira                     | 132              | Martín "Cochise" Rodríguez | Rafael Antonio Niño       |                  |
| 11.ª etapa | 24 de abril | Pereira - Manizales                | 59               | Epifanio Arcila            | Rafael Antonio Niño       |                  |
| 12.ª etapa | 25 de abril | Manizales - Riosucio               | 167              | Gonzalo Marín              | Rafael Antonio Niño       |                  |
| 13.ª etapa | 26 de abril | Supía - Medellín                   | 143              | Rafael Antonio Niño        | Rafael Antonio Niño       |                  |
| 14.ª etapa | 27 de abril | Vuelta a Oriente                   | 118              | Rogelio Arango Escobar     | Rafael Antonio Niño       |                  |

## Clasificaciones finales

### Clasificación general
Los diez primeros en la clasificación general final fueron:
| Clasificación general |                          |                     |                  |
| Ciclista              | Ciclista                 | Equipo              | Tiempo           |
| --------------------- | ------------------------ | ------------------- | ---------------- |
| 1.º                   | Rafael Antonio Niño      | Droguería Yaneth A  | 35 h 17 min 39 s |
| 2.º                   | Alfonso Flórez Ortiz     | Freskola A          | + 11 s           |
| 3.º                   | José Patrocinio Jiménez  | Freskola A          | + 1 min 47 s     |
| 4.º                   | Rafael Acevedo Porras    | Pilsen Cervunión    | + 2 min 17 s     |
| 5.º                   | Manuel Ignacio Gutiérrez | Droguería Yaneth A  | + 6 min 55 s     |
| 6.º                   | Efraín Pulido            | Droguería Yaneth A  | + 8 min 03 s     |
| 7.º                   | Epifanio Arcila          | Almacenes Felipe A  | + 8 min 09 s     |
| 8.º                   | Antonio Londoño          | Freskola A          | + 8 min 15 s     |
| 9.º                   | Fabio Enrique Parra      | Lotería de Boyacá A | + 8 min 18 s     |
| 10.º                  | Álvaro Pachón Morales    | Droguería Yaneth C  | + 11 min 28 s    |

### Clasificación de la montaña
| Clasificación de la montaña |                         |                    |        |
| Ciclista                    | Ciclista                | Equipo             | Puntos |
| --------------------------- | ----------------------- | ------------------ | ------ |
| 1.º                         | José Patrocinio Jiménez | Freskola A         | 38     |
| 2.º                         | Rafael Acevedo Porras   | Pilsen Cervunión   | 36     |
| 2.º                         | Epifanio Arcila         | Almacenes Felipe A | 20     |

### Clasificación de las metas volantes
| Clasificación de las metas volantes |                   |                         |        |
| Ciclista                            | Ciclista          | Equipo                  | Puntos |
| ----------------------------------- | ----------------- | ----------------------- | ------ |
| 1.º                                 | Oliverio Cárdenas | Pony Malta              | 41     |
| 2.º                                 | Epifanio Arcila   | Almacenes Felipe A      | 32     |
| 3.º                                 | Pedro José Soler  | Lotería de Cundinamarca | 28     |

### Clasificación de la combinada
| Clasificación de la combinada |                       |                    |        |
| Ciclista                      | Ciclista              | Equipo             | Puntos |
| ----------------------------- | --------------------- | ------------------ | ------ |
| 1.º                           | Rafael Acevedo Porras | Pilsen Cervunión   | 11     |
| 2.º                           | Alfonso Flórez Ortiz  | Freskola A         | 20     |
| 3.º                           | Epifanio Arcila       | Almacenes Felipe A | 24     |

### Clasificación de la regularidad
| Clasificación de la regularidad |                       |                    |        |
| Ciclista                        | Ciclista              | Equipo             | Puntos |
| ------------------------------- | --------------------- | ------------------ | ------ |
| 1.º                             | Rafael Acevedo Porras | Pilsen Cervunión   | 90     |
| 2.º                             | Rafael Antonio Niño   | Droguería Yaneth A | 69     |
| 3.º                             | Gonzalo Marín         | Pilsen Cervunión   | 66     |

### Clasificación de los novatos
| Clasificación de los novatos |                       |                                      |                  |
| Ciclista                     | Ciclista              | Equipo                               | Tiempo           |
| ---------------------------- | --------------------- | ------------------------------------ | ---------------- |
| 1.º                          | Jesús Antonio Agudelo | Freskola C                           | 35 h 32 min 49 s |
| 2.º                          | Pacho Rodríguez       | Droguería Yaneth B                   | + 9 min 49 s     |
| 3.º                          | Edgar Díaz            | Mixto Quesada Hermanos-Puerto Tejada | + 14 min 04 s    |

### Clasificación por equipos
| Clasificación por equipos |                    |                   |
| Equipo                    | Equipo             | Tiempo            |
| ------------------------- | ------------------ | ----------------- |
| 1.º                       | Freskola A         | 106 h 01 min 31 s |
| 2.º                       | Droguería Yaneth A | + 6 min 39 s      |
| 3.º                       | Pilsen Cervunión   | + 18 min 13 s     |